# Giro di Sassonia 1999
Il Giro di Sassonia 1999, quindicesima edizione della corsa, si svolse dal 26 al 31 luglio 1999 su un percorso di 907 km ripartiti in 5 tappe (la quinta suddivisa in due semitappe) e un cronoprologo, con partenza da Meerane e arrivo a Kamenz. Fu vinto dal tedesco Jörn Reuss del Team Nurnberger davanti al connazionale Holger Sievers e allo svedese Martin Rittsel.

## Tappe
| Tappa  | Data      | Percorso                              | km  | Vincitore di tappa   | Leader cl. generale |
| ------ | --------- | ------------------------------------- | --- | -------------------- | ------------------- |
| Prol.  | 26 luglio | Meerane > Meerane (cron. individuale) | 5,4 | Martin Rittsel       | Martin Rittsel      |
| 1ª     | 27 luglio | Stollberg > Oberwiesenthal            | 177 | Allan Johansen       | Pieter Vries        |
| 2ª     | 28 luglio | Oberwiesenthal > Olbernhau            | 155 | Jürgen Werner        | Uwe Ampler          |
| 3ª     | 29 luglio | Altenberg > Lipsia                    | 187 | Svein Gaute Hølestøl | Uwe Ampler          |
| 4ª     | 30 luglio | Lipsia > Bautzen                      | 226 | Serhij Ušakov        | Uwe Ampler          |
| 5ª-1ª  | 31 luglio | Sebnitz > Kamenz                      | 132 | Svein Gaute Hølestøl | Uwe Ampler          |
| 5ª-2ª  | 31 luglio | Kamenz > Kamenz (cron. individuale)   | 25  | Robert Bartko        | Jörn Reuss          |
| Totale | Totale    | Totale                                | 907 |                      |                     |

## Dettagli delle tappe

### Prologo
- 26 luglio: Meerane > Meerane (cron. individuale) – 5,4 km

| Pos. | Corridore      | Squadra      | Tempo |
| ---- | -------------- | ------------ | ----- |
| 1    | Martin Rittsel | Chicky World | 6'19" |
| 2    | Michael Rich   | Gerolsteiner | a 3"  |
| 3    | Jürgen Werner  | Nurnberger   | a 4"  |

| Pos. | Corridore      | Squadra      | Tempo |
| ---- | -------------- | ------------ | ----- |
| 1    | Martin Rittsel | Chicky World | 6'19" |

### 1ª tappa
- 27 luglio: Stollberg > Oberwiesenthal – 177 km

| Pos. | Corridore      | Squadra      | Tempo    |
| ---- | -------------- | ------------ | -------- |
| 1    | Allan Johansen | Chicky World | 4h48'16" |
| 2    | Pieter Vries   | TVM          | a 15"    |

| Pos. | Corridore    | Squadra | Tempo    |
| ---- | ------------ | ------- | -------- |
| 1    | Pieter Vries | TVM     | 4h55'06" |

### 2ª tappa
- 28 luglio: Oberwiesenthal > Olbernhau – 155 km

| Pos. | Corridore     | Squadra    | Tempo    |
| ---- | ------------- | ---------- | -------- |
| 1    | Jürgen Werner | Nurnberger | 3h56'46" |
| 2    | Jörn Reuss    | Nurnberger | s.t.     |
| 3    | Uwe Ampler    | Agro       | s.t.     |

| Pos. | Corridore  | Squadra | Tempo    |
| ---- | ---------- | ------- | -------- |
| 1    | Uwe Ampler | Agro    | 8h52'17" |

### 3ª tappa
- 29 luglio: Altenberg > Lipsia – 187 km

| Pos. | Corridore            | Squadra      | Tempo    |
| ---- | -------------------- | ------------ | -------- |
| 1    | Svein Gaute Hølestøl | Chicky World | 4h25'23" |
| 2    | Miquel van Kessel    | TVM          | a 42"    |
| 3    | Michael Rich         | Gerolsteiner | s.t.     |

| Pos. | Corridore  | Squadra | Tempo     |
| ---- | ---------- | ------- | --------- |
| 1    | Uwe Ampler | Agro    | 13h20'48" |

### 4ª tappa
- 30 luglio: Lipsia > Bautzen – 226 km

| Pos. | Corridore        | Squadra      | Tempo    |
| ---- | ---------------- | ------------ | -------- |
| 1    | Serhij Ušakov    | TVM          | 5h22'47" |
| 2    | Edouard Gritsoun | Gerolsteiner | a 27"    |
| 3    | Patrik Sinkewitz |              | a 45"    |

| Pos. | Corridore  | Squadra | Tempo     |
| ---- | ---------- | ------- | --------- |
| 1    | Uwe Ampler | Agro    | 18h46'02" |

### 5ª tappa - 1ª semitappa
- 31 luglio: Sebnitz > Kamenz – 132 km

| Pos. | Corridore            | Squadra      | Tempo    |
| ---- | -------------------- | ------------ | -------- |
| 1    | Svein Gaute Hølestøl | Chicky World | 3h02'37" |
| 2    | Thorsten Rund        |              | a 36"    |
| 3    | Gerben Löwik         |              | a 3'53"  |

| Pos. | Corridore  | Squadra | Tempo |
| ---- | ---------- | ------- | ----- |
| 1    | Uwe Ampler | Agro    |       |

### 5ª tappa - 2ª semitappa
- 31 luglio: Kamenz > Kamenz (cron. individuale) – 25 km

| Pos. | Corridore      | Squadra      | Tempo  |
| ---- | -------------- | ------------ | ------ |
| 1    | Robert Bartko  |              | 29'44" |
| 2    | Jan Hruska     | Wustenrot    | a 7"   |
| 3    | Martin Rittsel | Chicky World | a 22"  |

| Pos. | Corridore      | Squadra      | Tempo     |
| ---- | -------------- | ------------ | --------- |
| 1    | Jörn Reuss     | Nurnberger   | 22h25'44" |
| 2    | Holger Sievers | Hohenfelder  | a 6"      |
| 3    | Martin Rittsel | Chicky World | s.t.      |

## Classifiche finali

### Classifica generale
| Pos. | Corridore      | Squadra              | Tempo     |
| ---- | -------------- | -------------------- | --------- |
| 1    | Jörn Reuss     | Team Nurnberger      | 22h25'44" |
| 2    | Holger Sievers | Hohenfelder-Concorde | a 6"      |
| 3    | Martin Rittsel | Team Chicky World    | s.t.      |